# Pečice (Příbrami járás)
Pečice település Csehországban, a Příbrami járásban. Pečice Milín, Smolotely, Cetyně, Zbenice, Vrančice és Radětice településekkel határos. Lakosainak száma 399 fő (2024. január 1.).

## Népesség
A település lakosságának változását az alábbi diagram mutatja:
| Lakosok száma | 820  | 844  | 703  | 472  | 364  | 348  | 366  | 366  | 379  | 399  |
|               | 1869 | 1890 | 1921 | 1950 | 1980 | 2001 | 2017 | 2019 | 2022 | 2024 |